# Fernando Scherer
Fernando de Queiroz Scherer (Florianópolis, 6 de outubro de 1974), o Xuxa, é um ex-atleta brasileiro de natação.  Teve importante participação na história brasileira desse esporte, se especializando nas provas de 50 metros livre e 100 metros livre. Entre suas principais conquistas estão duas medalhas nos Jogos Olímpicos (ambas de bronze), dez medalhas em Jogos Pan-Americanos e alguns recordes.
Em 1995, foi eleito pelo COB o Atleta brasileiro do ano. Foi federado em diversos clubes, entre eles o Doze de Agosto (de Santa Catarina), o Flamengo (do Rio de Janeiro) e o Primeiro de Maio (de São Paulo).

## Trajetória esportiva

### Início
Scherer iniciou-se na natação para combater problemas respiratórios. Aos 14 anos participou das primeiras competições e, nesta época, treinava no clube Doze de Agosto. Em 1992 começou a ter projeção nacional ao vencer os 50 metros e os 100 metros livre no Troféu Brasil. Nesse dia, os amigos criaram o apelido pelo qual Scherer se tornou muito conhecido: "Xuxa", devido aos cabelos loiros que o catarinense possuía, que pareciam com os da apresentadora infantil de televisão.  Porém o visual mais conhecido de Scherer é careca, tendo raspado pela primeira vez às vésperas dos Jogos Olímpicos de Verão de 1996, tanto para ajudar na natação, quanto por estar incomodado por entradas no cabelo.

### 1993
No Troféu José Finkel (campeonato brasileiro de piscina curta) que aconteceu em Santos, em julho de 1993, o time do Brasil, composto por Fernando Scherer, Teófilo Ferreira, José Carlos Souza e Gustavo Borges bateu o recorde mundial do revezamento 4x100 metros livre no dia 7, com o tempo de 3m13s97, três centésimos melhor que a marca que era da Suécia desde 19 de março de 1989, 3m14s00. Em 5 de dezembro, o Brasil bateu novamente o recorde da prova, com a mesma equipe, e a marca de 3min12s11. Esta marca foi obtida no Campeonato Mundial de Natação em Piscina Curta de 1993 de Palma de Mallorca, onde Scherer ganhou seus primeiros grandes títulos: o ouro nos 4x100 metros livre e o ouro nos 100 metros livre, com apenas 19 anos de idade e cinco anos de natação. Com isso, foi eleito o atleta revelação do Brasil.

### 1994
Participou do Campeonato Mundial de Esportes Aquáticos de 1994 realizado em Roma, na Itália, onde obteve o bronze na prova do 4x100 metros livre junto com Teófilo Ferreira, André Teixeira e Gustavo Borges. Scherer também ficou em décimo lugar nos 50 metros livre, e 14º nos 100 metros livre.

### 1995
Em 1995, Scherer participa pela primeira vez dos Jogos Pan-Americanos em 1995, em março, na Argentina, onde ele se tornou campeão dos 50 metros livre. Além disso, ganhou mais duas pratas nos revezamentos 4x100 e 4x200 metros livre, e o bronze nos 100 metros livre. Participou com vitórias na Copa Latina de Natação em Belo Horizonte e das UNIVERSIADES em Fukuoka no Japão.
Foi considerado o 'Esportista Brasileiro do Ano em 1995, após ganhar duas medalhas de ouro no Campeonato Mundial em Piscina Curta de 1995 no Rio de Janeiro.

### 1996
Participou dos Jogos Olímpicos de Atlanta 1996, onde obteve o bronze nos 50 metros livre,  ficou em quinto lugar nos 100 metros livre, e em quarto lugar no revezamento 4x100 metros livre.

### 1998
Em 1998, Xuxa se mudou para Coral Springs, na Flórida.
Scherer esteve no Campeonato Mundial de Esportes Aquáticos de 1998 em Perth, onde ficou em oitavo lugar na final dos 50 metros livre, 17º nos 100 metros livre e sexto na final dos 4x100 metros livre.
Em agosto de 1998, em Nova York, Xuxa quebrou o recorde sul-americano dos 50 metros livre, com a marca de 22s18, que só viria a ser quebrado nove anos depois, em 2007, por César Cielo; e também dos 100 metros livre, com a marca de 48s69, que demorou oito anos para ser quebrada, em 2006, também por Cielo. Com isso, obteve a primeira colocação no ranking mundial em ambas as provas, e recebeu o título de Melhor do Mundo pela revista Swimworld e (pela segunda vez), de melhor atleta brasileiro pelo COB.
O final de 1998 ficou marcado pela terceira quebra consecutiva do recorde dos 4x100 metros livre em piscina curta, pelo revezamento brasileiro. Em 20 de dezembro, logo após o encerramento do Troféu José Finkel, o quarteto formado por Fernando Scherer, Carlos Jayme, Alexandre Massura e Gustavo Borges, nesta ordem, caíram na piscina do Club de Regatas Vasco da Gama e conseguiram a marca de 3m10s45, que só seria batida no ano 2000 pela equipe da Suécia. Nesta competição, Scherer também havia quebrado os recordes sul-americanos de piscina curta das provas dos 50 metros livre, com 21s44; 100 metros livre, com 47s17; e o recorde brasileiro dos 100 metros borboleta, com 53s13.
Foi eleito também melhor nadador do mundo no ano de 1998 pela Federação Internacional de Natação.

### 1999
Em 1999 começou o ano quebrando duas vezes, na mesma semana de março, o recorde sul-americano dos 50 metros borboleta.
Neste ano, Scherer teve participação efetiva no melhor resultado do Brasil de todos os tempos da natação brasileira nos Jogos Pan-Americanos. Neste Pan de 1999, o revezamento 4x100m medley (formado por Alexandre Massura, Marcelo Tomazini, Gustavo Borges e Scherer) ganhou, pela primeira vez na história do Pan, a medalha de ouro, com o tempo de 3m40s27, quebrando os recordes pan-americano e sul-americano, além de garantir a vaga do revezamento brasileiro para as Olimpíadas de Sydney 2000. Também ganhou os ouros nos 50 e 100 metros livre e 4x100 metros livre (neste com recorde sul-americano), sendo o primeiro brasileiro a ganhar quatro ouros no mesmo Pan.

### 2000
Em 2000, Scherer abdicou de todas as competições unicamente para se preparar para Sydney 2000. Porém, um acidente na escada de sua casa fez com que ele sofresse uma entorse no tornozelo, que causou um rompimento parcial do ligamento, fato este que quase o tirou dos jogos. Mesmo assim, praticamente sem condições de nadar – o nadador quase não bateu perna durante a prova -, Scherer ganhou o bronze no revezamento 4x100 metros livre. Também participou de outras duas provas, ficando em 12º nos 4x100 metros medley e 20º nos 50 metros livre.

### 2002
Em 2002, Xuxa volta a morar no Brasil, em São Paulo.

### 2003

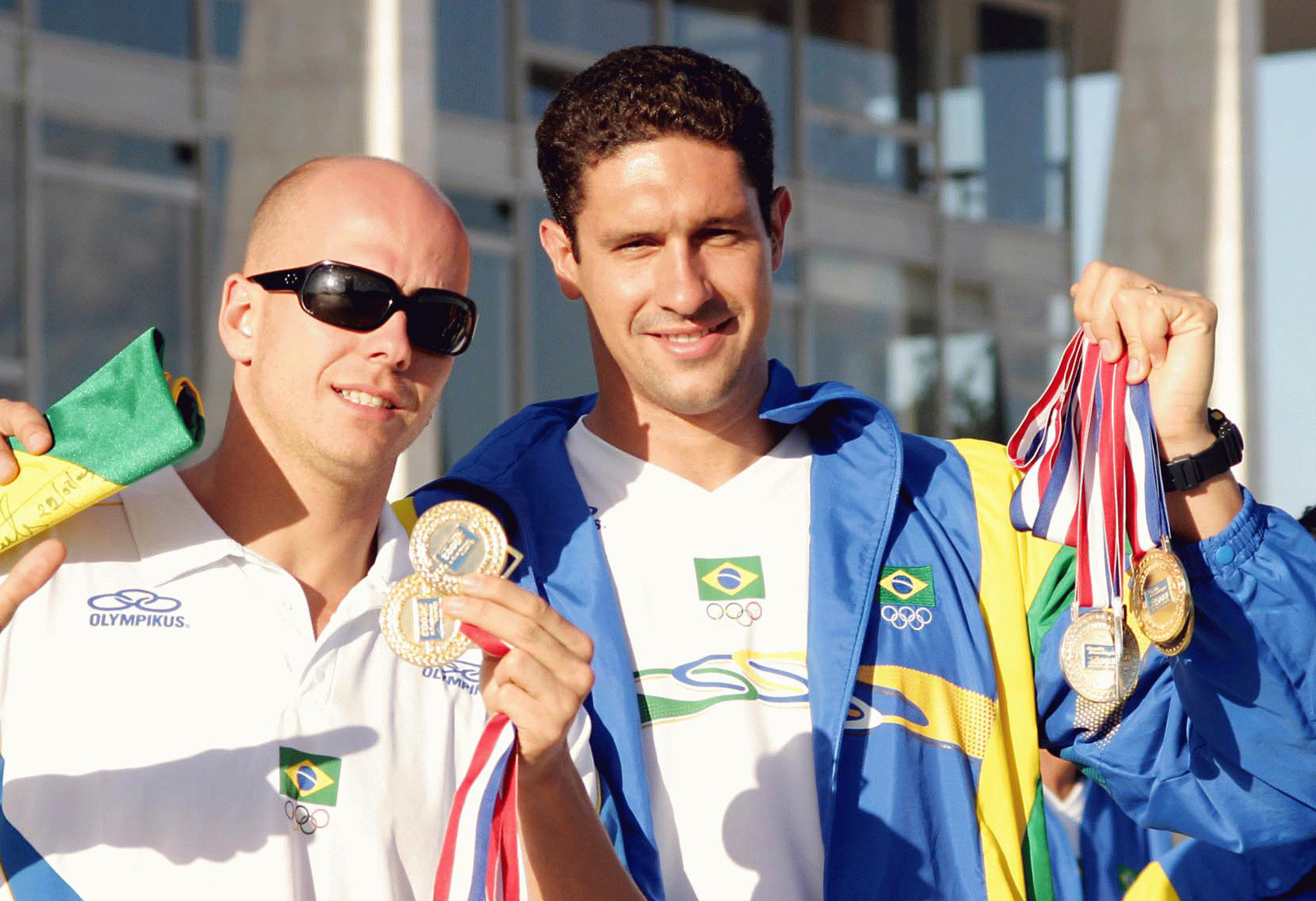
Xuxa e Gustavo Borges nos Jogos Pan-Americanos de 2003

Em julho, no Campeonato Mundial de Esportes Aquáticos de 2003 em Barcelona, bateu o recorde sul-americano dos 50 metros borboleta, que era dele mesmo, com a marca de 23s86. Foi à final da prova, terminando em oitavo lugar. Também participou dos 50 metros livre, onde terminou na 23º colocação, e dos 4x100 metros livre, terminando na 12ª colocação.
Participou de seu terceiro Pan, na República Dominicana, aos 29 anos de idade. Nesta edição, ajudou a natação do Brasil a conseguir 21 medalhas (recorde da modalidade). Obteve dois ouros, nos 50 metros livre (batendo o campeão olímpico Gary Hall Jr. e o campeão mundial José Meolans) e no revezamento 4x100 metros livre.

### 2004
Em maio, igualou seu recorde sul-americano dos 50 metros borboleta: 23s86.
Em Atenas 2004, participou apenas de uma prova, ficando em 11º nos 50 metros livre.

### 2005
Já com 30 anos de idade, participando do Campeonato Mundial de Esportes Aquáticos de 2005, Scherer ainda bateu o recorde sul-americano dos 50 metros borboleta na semifinal do campeonato, em 24 de julho, com a marca de 23s55,
recorde que só viria a ser batido em 2009 por César Cielo. Terminou em quinto lugar na final. Também obteve o 24º lugar nos 50 metros livre. O mundial foi sua última competição como nadador profissional, e em uma coletiva em 2007 anunciou sua aposentadoria, declarando não ter mais motivação para competir, e nem condições físicas para o Pan 2007 que ocorreria no Rio de Janeiro.

## Vida pessoal
Atualmente Fernando Scherer é empresário e palestrante de alta performance com foco em saúde mental.
Já foi empresário de César Cielo Filho, que conquistou a medalha de ouro nas Olimpíadas de Pequim 2008 nos 50 metros livres, a medalha de bronze nos 100 metros livre, além de se tornar campeão mundial nos 50 e 100 metros livres no Mundial de Roma 2009, batendo o recorde mundial dos 100 metros livres.
Em 2009, participou do reality show A Fazenda 2, da Rede Record. Durante sua participação no programa, conheceu a dançarina Sheila Mello, com quem namorou após o fim da atração e se casaram em 2010. Tiveram uma filha, Brenda, nascida em São Paulo, em 26 de março de 2013. Em agosto de 2018 o casal separou-se. De um relacionamento anterior teve a filha Isabella Scherer, mãe de seus netos Mel e Bento. Em 2023, se casou com a empresária e coach de meditação Dianeli Geller.
Possui uma academia localizada no Beiramar Shopping, em Florianópolis. Entre outras empresas.

## Recordes
Fernando Scherer é ex-detentor dos seguintes recordes:
| Prova                | Marca   | Data                   | Recorde       | Tipo de piscina |
| -------------------- | ------- | ---------------------- | ------------- | --------------- |
| 50 metros livre      | 22s18   | agosto de 1998         | sul-americano | longa           |
| 100 metros livre     | 48s69   | 2 de agosto de 1998    | sul-americano | longa           |
| 50 metros borboleta  | 23s55   | 24 de julho de 2005    | sul-americano | longa           |
| 4x100 metros livre   | 3m17s18 | agosto de 1999         | sul-americano | longa           |
| 4x100 metros medley  | 3m40s27 | agosto de 1999         | sul-americano | longa           |
| 50 metros livres     | 21s44   | 17 de dezembro de 1998 | sul-americano | curta           |
| 100 metros livre     | 47s17   | 19 de dezembro de 1998 | sul-americano | curta           |
| 100 metros borboleta | 53s13   | 19 de dezembro de 1998 | brasileiro    | curta           |
| 4x100 metros livre   | 3m10s45 | 20 de dezembro de 1998 | mundial       | curta           |

Em piscina curta (25m), Fernando Scherer foi recordista mundial do revezamento 4x100 metros livre entre 1993 e 2000.

## Conquistas

### Recordes
- 4x50 metros livre (1m29s31)
- Segundo lugar no recorde de medalhas de ouro obtidas em um único Pan-Americano: quatro de ouro (100 metros livre, 50 metros livre, 4x100 medley e 4x100 livre), nos Jogos de Winnipeg em 1999)

## Principais resultados
| Ano   | Torneio                             | Local                               | Prova               | Resultado | Marca   | Recorde                                                  |
| ----- | ----------------------------------- | ----------------------------------- | ------------------- | --------- | ------- | -------------------------------------------------------- |
| 1993  | Campeonato Mundial em Piscina Curta | Palma de Mallorca, Espanha          | 100 metros livre    | 1º        | 48.38   |                                                          |
| 1993  | Campeonato Mundial em Piscina Curta | Palma de Mallorca, Espanha          | 4x100 metros livre  | 1º        | 3:12.11 | Recorde mundial                                          |
| 1994  | Campeonato Mundial                  | Roma, Itália                        | 4x100 metros livre  | 3º        | 3:19.35 |                                                          |
| 1995  | Jogos Pan-Americanos                | Mar del Plata, Argentina            | 50 metros livre     | 1º        | 22.65   |                                                          |
| 1995  | Jogos Pan-Americanos                | Mar del Plata, Argentina            | 4x100 metros livre  | 2º        | 3:20.33 |                                                          |
| 1995A | Jogos Pan-Americanos                | Mar del Plata, Argentina            | 4x200 metros livre  | 2º        | 7:28.70 |                                                          |
| 1995  | Jogos Pan-Americanos                | Mar del Plata, Argentina            | 100 metros livre    | 3º        | 49.79   |                                                          |
| 1995  | Universíade                         | Fukuoka, Japão                      | 50 metros livre     | 1º        | 22.48   |                                                          |
| 1995  | Universíade                         | Fukuoka, Japão                      | 100 metros livre    | 1º        | 49.69   |                                                          |
| 1995  | Universíade                         | Fukuoka, Japão                      | 4x100 metros livre  | 2º        | 3:20.53 |                                                          |
| 1995  | Campeonato Mundial em Piscina Curta | Rio de Janeiro, Brasil              | 100 metros livre    | 1º        | 47.97   |                                                          |
| 1995  | Campeonato Mundial em Piscina Curta | Rio de Janeiro, Brasil              | 4x100 metros livre  | 1º        | 3:12.42 |                                                          |
| 1995  | Campeonato Mundial em Piscina Curta | Rio de Janeiro, Brasil              | 50 metros livre     | 2º        | 22.08   |                                                          |
| 1996  | Jogos Olímpicos                     | Atlanta, EUA                        | 50 metros livre     | 3º        | 22.29   |                                                          |
| 1999  | Jogos Pan-Americanos                | Winnipeg, Canadá                    | 50 metros livre     | 1º        | 22.46   |                                                          |
| 1999  | Jogos Pan-Americanos                | Winnipeg, Canadá                    | 100 metros livre    | 1º        | 49.19   | Recorde dos Jogos Pan-Americanos                         |
| 1999  | Jogos Pan-Americanos                | Winnipeg, Canadá                    | 4x100 metros livre  | 1º        | 3:17.18 | Recorde dos Jogos Pan-Americanos · Recorde sul-americano |
| 1999  | Jogos Pan-Americanos                | Winnipeg, Canadá                    | 4x100 metros medley | 1º        | 3:40.27 | Recorde dos Jogos Pan-Americanos · Recorde sul-americano |
| 2000  | Jogos Olímpicos                     | Sydney, Austrália                   | 4x100 metros livre  | 3º        | 3:17.40 |                                                          |
| 2003  | Jogos Pan-Americanos                | Santo Domingo, República Dominicana | 50 metros livre     | 1º        | 22.40   |                                                          |
| 2003  | Jogos Pan-Americanos                | Santo Domingo, República Dominicana | 4x100 metros livre  | 1º        | 3:18.66 |                                                          |